# Código de Comercio de España de 1885
El Código de Comercio de 1885 es el código de derecho mercantil vigente en España desde el 22 de agosto de 1885.

## Antecedentes históricos

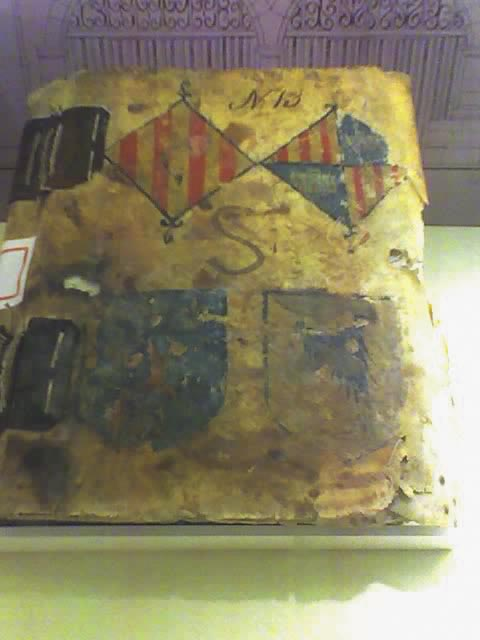
Libro del Consulado del Mar.

El proceso de codificación del Derecho mercantil en España surge en el siglo XIX, por influencia del Código de Comercio de Napoleón Bonaparte. Con anterioridad se creó una jurisdicción especial durante la Baja Edad Media, en el siglo XII, mediante a cuál los tribunales de comercio eran los encargados de llevar los asuntos relacionados con este derecho y sus decisiones comenzaron a recogerse por escrito. Las ordenanzas de los municipios también fueron muy importantes para la regulación del derecho mercantil, destacando el Libro del Consulado del Mar de Barcelona, que regulaba la actividad comercial y marítima de la zona y se mantuvo vigente durante varios siglos afectando no solo a Barcelona sino al resto de la península ibérica y países límites del mar Mediterráneo.
Además la idea de la codificación del Derecho mercantil ya había estado presente en la España de Carlos III cuando el ministro de la Corona, Pedro Rodríguez de Campomanes había propuesto al rey a promulgación como ley general mercantil para todos los territorios de la Corona, las Ordenanzas de Bilbao de 1737. La idea volvió a surgir en el reinado de Carlos IV y posteriormente con la Constitución de Cádiz de 1812, que en su artículo 257 decía:

El Código civil, el criminal y el de comercio serán unos mismos para toda la Monarquía, sin prejuicio  de las  variaciones que por particulares circunstancias pudieran hacer las Cortes.
Constitución de Cádiz

Tras el fracaso de elaborar un Código que había recogido las leyes mercantiles, finalmente se logró elaborar el Código de Comercio de 1829 Este proceso codificador nació gracias al impulso del ministro de Fernando VII, Luis López Ballesteros. Mediante la Real Orden de 11 de enero de 1828, se designó una comisión para la redacción del Código que fue encabezada por Pedro Sáinz de Andino. El Código de Comercio fue publicado mediante Real Decreto el 30 de mayo de 1829

## Código de 1885
El Código de Comercio de 1829 tuvo gran importancia en su momento y en algunos aspectos mejoró al Código de Comercio francés de 1807. Sin embargo, aunque recogió en sus artículos gran parte de la normativa vigente, dejaba de lado algunas materias importantes en Derecho mercantil, por lo que fue necesario comenzar con el proceso de creación de un nuevo código.
Para la elaboración de este nuevo Código de Comercio, llegaron a constituirse hasta siete comisiones especializadas en la materia y finalmente, reinando Alfonso XII, se publicó el Real Decreto de 22 de agosto de 1885, por lo que entraba en vigor el nuevo Código de Comercio.

### Estructura
El nuevo Código de Comercio quedó dividido en cuatro libros con un total de 955 artículos:
- Libro Primero (artículos 1 hasta 115). De los comerciantes y comercio en general.
- Libro Segundo (artículos 116 hasta 572). De los contratos especiales de comercio.
- Libro Tercero (artículos 573 hasta 869). Comercio marítimo.
- Libro Cuarto (artículos 870 hasta 955). Suspensión de pagos, quiebras y prescripciones.

Este Código de Comercio sufrió varias modificaciones desde su entrada en vigor atendiendo las necesidades del momento. Por mor de esto, asistimos a un proceso de descodificación que propició la aparición de leyes que suplen algunos artículos del Código. Des esta manera, en el año 2014 se derogó el Libro Tercero sobre el Comercio marítimo con la aprobación de la Ley de Navegación Marítima.
El incluso sucedió anteriormente en el 2003 con la aprobación de la ley Concursal, que regula el procedimiento para el concurso de acreedores. Esta ley derogó parte del Libro Cuarto dejando sólo en vigor a parte relativa a las prescripciones.